# Richard Klein
Richard G. Klein, né le 11 avril 1941 à Chicago, est un préhistorien et paléoanthropologue américain, professeur de préhistoire à l'université Stanford, aux États-Unis. Son travail le plus connu est la thèse selon laquelle les Hommes modernes auraient évolué en Afrique il y a moins de 100 000 ans puis, il y a moins de 60 000 ans, seraient sortis d'Afrique pour se répandre sur toute la planète, remplaçant les espèces humaines archaïques. De plus, la modernité comportementale aurait émergé brusquement au début du Paléolithique supérieur, il y a quelque 50 000 ans.

## Formation
Richard Klein nait en 1941 à Chicago. Il étudie à l'université du Michigan, à Ann Arbor. En 1962, il est embauché à l'université de Chicago, où il travaille avec Francis Clark Howell, un spécialiste de l'Homme de Néandertal.
Il obtient sa maitrise en 1964 et part étudier à l'université de Bordeaux, avec François Bordes, un préhistorien français. Il obtient son doctorat à l'université de Chicago en 1966.

## Carrière
Il occupe brièvement des postes à l'université du Wisconsin à Milwaukee, à l'université Northwestern à Evanston, dans l'Illinois, et à l'université de Washington, à Seattle, avant de devenir professeur à l'université de Chicago en 1973. Vingt ans plus tard, il rejoint l'université Stanford. 

## Travaux
Entre les deux théories opposées des années 1960 et 1970, celle qui veut que l'Homme de Néandertal ait évolué vers l'Homme de Cro-Magnon en Europe et celle qui avance qu'il a été remplacé par Cro-Magnon, Richard Klein adopte la théorie du remplacement, qui sera définitivement confirmée dans les années 1990. Dans ce cadre, il étudie les sites de La Quina et de La Ferrassie, dans le sud-ouest de la France, qui contiennent des artéfacts de Cro-Magnon superposés à ceux de l'Homme de Néandertal. Cela le conforte dans l'idée que le passage de Néandertal à l'Homme moderne en Europe, il y a environ 40 000 ans, a été soudain plutôt que progressif.
Il visite aussi la Russie.
Il a visité l'Afrique du Sud chaque année pendant des décennies pour étudier les chasseurs-cueilleurs locaux actuels et en tirer des hypothèses sur leurs prédécesseurs préhistoriques.

## Modernité comportementale
Richard Klein défend la théorie selon laquelle la modernité comportementale, qui caractérise l'humanité actuelle, serait apparue brusquement au début du Paléolithique supérieur, il y a quelque 50 000 ans, avant de se diffuser rapidement sur toute la planète.
La thèse inverse, défendue notamment par le paléoanthropologue français Jean-Jacques Hublin, avance que la modernité comportementale aurait émergé progressivement en Afrique au sein de l'espèce Homo sapiens depuis au moins 300 000 ans, sans que l'on puisse distinguer de point de bascule précis.

## Organismes et associations
- Membre de l'Académie nationale des sciences des États-Unis depuis avril 2003.
- Membre de l'Académie américaine des arts et des sciences.
- Président de la South African Archaeological Society (2002-2004).

## Distinctions
- Lauréat du Gordon J. Laing Award (en).

## Publications

### Ouvrages
- (en) Man and culture in the late Pleistocene : A case study, Chandler Publishing, 1969.
- (en) Ice-Age Hunters of the Ukraine, Chicago/London, University of Chicago Press, 1973,, 140 p. (ISBN 978-0-226-43945-7 et 0-226-43945-3).
- (en) The Analysis of Animal Bones from Archaeological Sites  (avec Kathryn Cruz-Uribe), Chicago, University of Chicago Press, 1984,, 266 p. (ISBN 978-0-226-43958-7, lire en ligne).
- (en) Quaternary extinctions : A prehistoric revolution, University of Arizona Press, 1989,, 892 p. (ISBN 978-0-8165-1100-6, lire en ligne).
- (en) The Dawn of Human Culture  (avec Blake Edgar), John Wiley & Sons, 2002,, 288 p. (ISBN 978-0-471-25252-8 et 0-471-25252-2).
- (en) The Human Career : Human Biological and Cultural Origins, Chicago (Ill.), University of Chicago Press, 2009, 3e éd., 989 p. (ISBN 978-0-226-43965-5).

### Internet et conférences
- (en) Richard G. Klein, « Three distinct human populations », sur accessexcellence.org, 2003
- (en) Richard G. Klein, Out of Africa and the evolution of human behavior (Conférence à l'université d'État polytechnique de Californie, San Luis Obispo), 2011 ([vidéo] « disponible », sur YouTube)